# Tomáš Dimter
Tomáš Dimter (* 30. března 1974) je český překladatel a literární kritik.

## Osobní život
Studoval filozofii v Praze a Berlíně, germanistiku v Salcburku a Hamburku. Získal několik stipendií v ČR, Německu a Rakousku. Za překlad románu Thomase Bernharda Vápenka obdržel v roce 2006 Prémii Tomáše Hrácha udělovanou Obcí překladatelů za nejlepší překlad roku pro překladatele do 33 let. V roce 2008 byl nominován za překlad románu Terézie Mory Den co den v soutěži Magnesia Litera na překlad roku, téhož roku obdržel prémii Obce překladatelů za převod románu Den co den. V roce 2012 byl za překlad románu Saši Stanišiće Jak voják opravuje gramofon nominován na Magnesii Literu a získal prémii Obce překladatelů. S Jaroslavem Rudišem připravil čítanku současné německé literatury (Německá čítanka, Gutenberg 2005).
Je členem komise Fondu rozvoje Vysokých škol, redakční rady časopisu Labyrint a na serveru ILiteratura.cz spravoval stránky věnované německé literatuře (do r. 2008). Je členem Obce překladatelů, působil jako porotce literární soutěže Magnesia Litera v kategorii překladová literatura (2006-2009), od roku 2012 působí jako člen poroty pro udílení Státní ceny za překladatelské dílo.
V roce 2006 působil jako dramaturg Měsíce literárního čtení v Brně a pracoval jako zahraniční prorektor Vysoké školy uměleckoprůmyslové v Praze. V současné době pracuje jako redaktor překladové literatury v nakladatelství Mladá fronta. Na Ústavu translatologie vyučuje moderní německou literaturu a literární překlad. Publikuje texty o literatuře zejména německé jazykové oblasti. Společně s Tomášem Vojtěchovským a Rostislavem Žákem založil českou pobočku plaveckého výcvikového centra Total Immersion. Žije v Praze a Adršpachu.

## Dílo

### Autorské knihy
- Adršpašsko, Juko, Náchod 2011 (ed. společně s Pavlem Lisákem)

### Překlady do češtiny – knihy
- Rothmann, Ralf: Zemřít na jaře, Argo, Praha 2017
- Modick, Klaus: Koncert bez básníka, Host, Brno 2016
- Stanišić, Saša: Noc před oslavou, Labyrint, Praha 2016
- Weidermann, Volker: Ostende 1936. Léto jednoho přátelství, Host, Brno 2014
- Kracht, Christian: Impérium, Mladá fronta, Praha 2014
- Geiger, Arno: Starý král ve vyhnanství, Mladá fronta, Praha 2013
- Illies, Florian: 1913, Host, Brno 2013
- Kehlmann, Daniel: Já a Kaminski, Mladá fronta, Praha 2012
- Hochgatterer, Paulus: Dům s matracemi, Host, Brno 2011
- Stanišić, Saša: Jak voják opravuje gramofon, Labyrint, Praha 2011
- Hochgatterer, Paulus: Sladkost života, Host, Brno 2009
- Kehlmann, Daniel: Sláva, Mladá fronta, Praha 2009
- Schulze, Ingo: Adam a Evelyn, Vakát, Brno 2009
- Schulze, Ingo: Berlínské bolero, Vakát, Brno 2009
- Kehlmann, Daniel: Vyměřování světa, Vakát, Brno 2007
- Mora, Terézia: Den co den, Prostor, Praha 2007
- Umění z hlíny. Dějiny keramiky, Grada, Praha 2007
- Bernhard, Thomas: Konzumenti levných jídel, Prostor, Praha 2006
- Bernhard, Thomas: Vápenka, Prostor, Praha 2005
- Lorenzen, Rudolf: Všechno, jen ne hrdina, Prostor, Praha 2005
- Hoell, Joachim: Thomas Bernhard, Prostor, Praha 2004
- Bernhard, Thomas: Je to komedie? Je to tragédie? (Je to komedie? Je to tragédie?, Havelok, Viktor Pomatený), Prostor, *Praha 2003
- Bernhard, Thomas: Ztroskotanec, Prostor, Praha 2002
- Kotěra, Jan / Plečnik, Josip: Kotěra – Plečnik. Korespondence, VŠUP, Praha 2001
- Martin, Gottfried: Úvod do všeobecné metafyziky, REZEK, Praha 1996 (společně s Martinem Pokorným)
- Wyller, E. A.: Pozdní Platón, REZEK, Praha 1996

### Výstavní katalogy - knihy
- Tichý život věcí (Světové zátiší ve fotografii Siegertovy sbírky), Kant, Praha 2006 (společně s Markem Vajchrem)
- Útěk a nucené vysídlení z pohledu německého, polského a českého obyvatelstva (společně s Markem Vajchrem), Stiftung Haus der Geschichte, Bonn 2005
- Figurama 2002-2006, VŠUP, Praha 2002-2006

### Překlady literárních textů – povídky, ukázky (výběr)
- Bachmannová, Ingeborg: Skleněné ticho v zacházení s roztříštěným světem, in: Souvislosti 3-4, Praha 2002.
- Bernhard, Thomas: Je to komedie? Je to tragédie?, in: Je to komedie? Je to tragédie?, Prostor 2003.
- Bernhard, Thomas: Havelok, in: Je to komedie? Je to tragédie?, Prostor 2003.
- Bernhard, Thomas: Viktor Pomatený, in: Je to komedie? Je to tragédie?, Prostor 2003.
- Brändle, Rudolf: Chlad. Izolace. Setkání, in: Revolver Revue 59/2004, str.157-165.
- Duve, Karen: Deštivý román, in: Německá čítanka, Gutenberg 2005, str. 134-159.
- Gauß, Karl-Markus: Poslední černomořský Němec, in: týdeník A2, 18/2006, str. 21.
- Geiger, Arno: Vede se nám dobře, in: Magazín hospodářských novin Víkend 16, 21.4.2006, str. 23-25.
- Haslinger, Josef: Politika pocitů, vysíláno v ČRo 3, 15. 3. 2003.
- Hochgatterer, Paulus: Sladkosti života, in: A2, 18/2007, str. 27.
- Hoppe, Felicitas: Hlava a hrdlo, in: Živel 27, jaro, Praha 2006, str. 156.
- Kaminer, Wladimir: Proč jsem si stále ještě nepodal žádost o přidělení německého občanství, in: Živel 27, jaro, Praha 2006, str. 157.
- Kaminer, Wladimir: Ruské disko, in: Německá čítanka, Gutenberg 2005, str. 300-325.
- Kara, Yadé: Selam Berlin, in: Labyrint Revue 15-16/2004.
- Lang, Thomas: Na laně, in: Magazín hospodářských novin Víkend 13, 3.3.2006, str. 21-23.
- Menasse, Robert: Vysvětli mi Rakousko, vysíláno v ČRo 3, 15. 3. 2003.
- Mora, Terézia: Den co den, in: Magazín hospodářských novin Víkend ??, 11.5.2007.
- Mittermayer, Manfred: Murauovy knihy, in: Revolver Revue 59/2004, str. 217-225.
- Mora, Terézia: Portugalsko aneb láska mezi skauty, in: Labyrint Revue 17-18/2006.
- Mora, Terézia: Srpnová vedra, in: Německá čítanka, Gutenberg 2005, str. 42-73.
- Parei, Inka: Stínová bojovnice, in: Magazín Hospodářských novin, 17. 5. 2005.
- Patočka, Jan: Co je fenomenologie?, in: E. Husserl, Idea fenomenologie, OIKOYMENH 2001.
- Schmidt-Dengler, Wendelin: Patos nehybnosti, in: Souvislosti 1-2, Praha 2003, str. 180-188.
- Schmidt-Dengler, Wendelin: Jedenáct tezí k dílu Thomase Bernharda, in: Souvislosti 3-4, Praha 2002.
- Vertlib, Vladimir: Pěknej parchant, in: A2, Praha 11. 10. 2006.
- Zaimoglu, Feridun: Kanaka Sprak na okraji společnosti, in: Labyrint Revue 15-16/2004.

### Překlady do němčiny – knihy
- Milan Kunc, Kant, Praha 2007 (spolu s E. M. Braungartovou)
- Pitlach, Milan: Das Evangelium nach Matthäus, Kant, Praha 2004
- Jirků, Boris: Mein Dschungel, Art et Fact, Praha 2001

### Překlady do němčiny – teoretické texty
- David, Jiří: Totale Distanz in der Periode sozialen Verblassens (Totální distance v čase sociální vybledlosti), in: Utopien und Konflikte Dokumente und Manifeste zur tschechischen Kunst 1938-1989, Hatje Cantz Verlag GmbH & Co. 2007, S. 262-264.
- Chalupecký, Jindřich: Das Ende der modernen Zeit (Konec modernity), in: Utopien und Konflikte Dokumente und Manifeste zur tschechischen Kunst 1938-1989, Hatje Cantz Verlag GmbH & Co. 2007, S. 101-115.
- Medek, Mikuláš: Katalogtext der Ausstellung in Teplice 1963, in: Utopien und Konflikte Dokumente und Manifeste zur tschechischen Kunst 1938-1989, Hatje Cantz Verlag GmbH & Co. 2007, S. 192-194.
- Kolář, Jiří: Vielleicht nichts, vielleicht etwas (Možná něco, možná nic), in: Utopien und Konflikte Dokumente und Manifeste zur tschechischen Kunst 1938-1989, Hatje Cantz Verlag GmbH & Co. 2007, S. 205-208.

### Scénáře pro speciální pořady ČRo3 – Vltava
- Florian Illies: 1913, četba na pokračování. Mýtus Glenn Gould, Ingeborg Bachmannová – první dáma rakouské literatury, Thomas Bernhard. *Spolupráce na scénáři a dramaturgie PhDr. Jiří Kamen
- Spolupráce na scénářích pro pořady Salcburk, Sigmund Freud a literární část pořadu 24 hodin vysílání z Berlína

- Dramaturg Měsíce autorského čtení Brně, 2006 Berlín, dramaturg literárních čtení Rakouského kulturního fóra v Praze (společně s J. Rudišem)

### Edice
- Německá čítanka. Gutenbergova čítanka současné německé prózy. Gutenberg 2005 (editor, překladatel; coeditor Jaroslav Rudiš)
- Rakouská čítanka. Gutenbergova čítanka současné rakouské prózy. (v přípravě)

### Doslovy, předmluvy (výběr)
- Robinson Crusoe z Wolfurtu. Doslov k: Arno Geiger: Starý král ve vyhnanství, Mladá fronta 2013.
- Příběhy každodenního šílenství. Doslov k: Wilhelm Genazino: Deštník po tento den, Mladá fronta 2013.
- Entropie a sláva. Doslov k: Daniel Kehlmann: Sláva, Mladá fronta 2009.
- Vstříc chaosu, jen žádnou paniku! Doslov k: Terézia Mora: Den co den, Odeon 2007.
- Améry – Flaubert – Sartre. Doslov k: Jean Améry: Charles Bovary. Deník venkovského lékaře, Prostor 2007.
- Bonbon(n) pro Adu, Lolitu a Ulricha. Doslov k: Juli Zeh: Hráčský instinkt, Odeon 2006, str. 436-441.
- Psát do prázdna. Předmluva k: Elfriede Jelineková: Lačnost, Odeon 2006, str. 7-12.
- Deset let u sousedů. Doslov k: Německá čítanka, Gutenberg 2005, str. 325-329.
- "Nejsem žádná stoprocentní buchta ze Západu“. Doslov k: Tanja Dückers: Zóna Berlín, Odeon 2005, str. 175-185.

### Učební texty
- Německy psaná literatura, in: Josef Soukal a kol. (ed.) Literatura pro gymnázia, SPN 2005, str. 150-168

### Obsáhlejší studie
- Thomas Bernhard, in: Revolver Revue 59 / 2005, str. 149–238.
- O Thomasi Bernhardovi, in: Souvislosti 3-4 / 2003, str. 165–193.

### Rozhovory
- Bůh se stal náhražkou Ceaušeska (Pétru Cimpoesu), Hospodářské noviny, 7.5.2007
- Mám trochu mesiášské sklony (Karen Duve), A2, 18/2007, str. 8.
- Rád bych poseděl s Ortenem v kavárně, ale je pozdě. (Peter Demetz), in: Hospodářské noviny, 2.11. 2006.
- Žijeme v korzetu protikladů (Robert Menasse), in: Hospodářské noviny, 8.6.2006.
- V Berlíně se tenkrát žilo skvěle[nedostupný zdroj] (Tanja Dückers), in: MF Dnes, 03.12.2004, str. 10
- V ráji (Johann Fink o Thomasi Bernhardovi), in: Revolver Revue 59/2005, str. 155-156.
- Domorodci nechápou otesánka. (Bára Šlapetová a Lukáš Rittstein), Mf Dnes, 23.04.2005, str. 03
- Rozhovory se současnými německými autory pro Čro 3 – Vltava: Ingo Schulze, Thomas Brussig, Tanja Dückers, Terézia Mora, Karen Duve

### Recenze (výběr)
- Vrabec v parném létě (Witold Gombrowicz: Kosmos, Argo, Praha 2007), in: Reflex 20/2007, str. 61.
- Starý šašek Günter Grass vrací úder (Günter Grass: Dummer August, Steidl Verlag 2007), in: Hospodářské noviny, 6.4. 2007
- Chladný kalkul Güntera Grasse (Günter Grass: Beim Häuten der Zwiebel, Steidl Verlag 2006), in: Hospodářské noviny, 17.8. 2006

### Tematické příspěvky
- Der Übersetzer am Wansee, in: Bücher, über die man spricht, Goethe Institut, jaro 2007, str. 2-3
- Německy píšící autoři míří do Prahy, in: Hospodářské noviny, 2. 5. 2007, str. 10
- Triumf vynikajícího vypravěče, in: Hospodářské noviny, 30.3. 2007
- Ve Frankfurtu se bojuje o Indii, in: Hospodářské noviny, 5.10. 2006
- Bienále architektury v Benátkách: Města nekontrolovaně bují. Má to řešení?, in: Hospodářské noviny, 29.9. 2006
- Spisovatel, exmilenka a pravda. O nic méně než o svobodu slova běží v Německu ve sporu o román Esra pražského rodáka Maxima Billera, in: Mf Dnes, 02.12.2006
- Chicago v Evropě aneb Bernhardova léta učednická, in: Revolver Revue 59/2004, str. 167-170.
- Adornova spása neidentického, in: Detail, 2/1999, ročník IV, str. 14.
- Abstrakce jako filosofický pojem, in: Detail, No. 7/1, 1996, str. 13-15.

### Recenze (výběr)
- Žena, krajina, smrt a jiná tajemna[nedostupný zdroj] (Fernand Khnopff v Salcburku), in: MF Dnes,23.07.2004, str. 08
- Jazyk pronikající do masa i krve[nedostupný zdroj] (Victor Klemperer: LTI, Triáda, Praha 2004), in: MF Dnes, 15.05.2004, str. 09
- Thomas Bernhard jako ještě poměrně mladý muž[nedostupný zdroj], in: MF Dnes, 09.02.2002, str. 03
- Jak Lyotard pracoval s tradicí[nedostupný zdroj], in: MF Dnes, 01.12.2001
- Takhle posedlý Bernhard začínal: básněmi[nedostupný zdroj] (Thomas Bernhard: Básně, Prostor 2001), in: MF Dnes 29.11.2001
- Najít si své čtení knihy o Kafkovi[nedostupný zdroj] (Deleuze, Guattari: Kafka), in: MF Dnes 31.10.2001
- Lze vyprávět příběhy beze slov?[nedostupný zdroj] Hrad zkřížených osudů Itala Calvina, in: MF Dnes 05.09.2001
- Pravý smysl bludných otázek[nedostupný zdroj] (Edmond Jabés: Od knihy ke knize, Sefer, Praha 2001), in: MF Dnes 03.07.2001
- Spisovatelka, jež zkoušela možnosti jazyka[nedostupný zdroj] (Ingeborg Bachmannová: Tři cesty k jezeru, Academia, Praha 2001), in: MF Dnes, 19.06.2001, str. 06
- Prostě šílenství[nedostupný zdroj] (T. Bernhard: Tři novely, Prostor, Praha 2001), in: MF Dnes, 10.02.2001, str. 22
- Cesta Martina Heideggera do Syrakus a zase zpátky[nedostupný zdroj], in: MF Dnes, 16.01.1999, str. 20
- Vychází překlad stěžejní práce filozofa Martina Heideggera[nedostupný zdroj] (M. Heidegger, Bytí a čas), in: MF Dnes, 26.06.1996 str. 18
- Hlavy stíná ctnostný Robespierre, nikoli temný Sade[nedostupný zdroj] (Sade: Filosofie v budoáru), in: MF Dnes, 20.02.1996, str. 19
- Monografie o Nietzschem: každá jiná, žádná dokonalá[nedostupný zdroj], in: MF Dnes, 20.01.1996 str. 19

### Tematické příspěvky
- Když se z dívek stanou ženy[nedostupný zdroj], in: MF Dnes, 11.12.2004, str. 01
- Bez komunikace není svobody.[nedostupný zdroj] Jürgen Habermas se dožívá pětasedmdesáti let, in: MF Dnes, 12.06.2004, str. 03
- Byl hustý červnový den...[nedostupný zdroj], in: MF Dnes, 19.06.2004, str. 04
- Umělci (nenáviděnému) národu[nedostupný zdroj], in: MF Dnes, 15.03.2003, str. 06
- Porozumět situaci člověka ve světě.[nedostupný zdroj] Nekrolog Hanse-Georga Gadamera, in: MF Dnes, 16.03.2002, str. 08